# Pleß
Pleß ist eine Gemeinde im schwäbischen Landkreis Unterallgäu des deutschen Bundeslandes Bayern. Die Gemeinde ist Mitglied der Verwaltungsgemeinschaft Boos.

## Geografie
Das Pfarrdorf Pleß liegt ca. 14 Kilometer nördlich von Memmingen an der Iller im Landkreis Unterallgäu und ist damit Teil der grenzüberschreitenden Planungsregion Donau-Iller. Das Gemeindegebiet besteht nur aus der Gemarkung Pleß. Außer dem Pleß gibt es keine weiteren Gemeindeteile.

## Einwohnerentwicklung
| Bevölkerungsentwicklung | Bevölkerungsentwicklung | Bevölkerungsentwicklung | Bevölkerungsentwicklung | Bevölkerungsentwicklung | Bevölkerungsentwicklung | Bevölkerungsentwicklung | Bevölkerungsentwicklung | Bevölkerungsentwicklung | Bevölkerungsentwicklung | Bevölkerungsentwicklung | Bevölkerungsentwicklung | Bevölkerungsentwicklung | Bevölkerungsentwicklung | Bevölkerungsentwicklung |
| ----------------------- | ----------------------- | ----------------------- | ----------------------- | ----------------------- | ----------------------- | ----------------------- | ----------------------- | ----------------------- | ----------------------- | ----------------------- | ----------------------- | ----------------------- | ----------------------- | ----------------------- |
| Jahr                    | 1840                    | 1900                    | 1931                    | 1946                    | 1952                    | 1961                    | 1970                    | 1991                    | 1995                    | 2000                    | 2004                    | 2010                    | 2015                    | 2017                    |
| Einwohner               | 0527                    | 0656                    | 0646                    | 1028                    | 0974                    | 0757                    | 0730                    | 0728                    | 0832                    | 0839                    | 0891                    | 0847                    | 0838                    | 0861                    |

Zwischen 1988 und 2018 wuchs die Gemeinde von 702 auf 861 um 159 Einwohner bzw. um 22,7 %.

## Politik

### Bürgermeister und Gemeinderat
Erster Bürgermeister ist seit Mai 2014 der Landwirt Anton Keller (* 1958); er wurde am 15. März 2020 mit 57,5 % der Stimmen wieder gewählt.
Die Wahl des Gemeinderates am 15. März 2020 hatte folgendes Ergebnis:
- CSU: 4 Sitze (52,3 %)
- Überparteiliche Wählervereinigung: 4 Sitze (47,7 %).

In der Amtszeit 2014 bis 2020 gab es nur den Wahlvorschlag der Überparteilichen Wählervereinigung, der alle 8 Sitze erhielt.

### Wappen
| Wappen von Pleß | Blasonierung: „Gespalten von Silber und Blau, belegt mit einem gesenkten, von Schwarz und Gold gespaltenem Wellenbalken; vorne ein schwarzes Patriarchenkreuz, dem ein schmales silbernes Doppelbalkenkreuz aufgelegt ist, hinten über einem liegenden silbernen Halbmond eine goldene heraldische Lilie.“ |
| Wappen von Pleß | Wappenbegründung: Das Kreuz im vorderen Teil des Wappens erinnert an die Wallfahrt zum heiligen Kreuz bei Pleß, die seit dem 17. Jahrhundert zu den beliebtesten Wallfahrten im mittelschwäbischen Raum zählt. Das aufgelegte silberne Kreuz ist das Zeichen des Unterhospitals von Memmingen, das seit dem Mittelalter im Gemeindegebiet begütert war. Im Jahre 1542 erwarb das Unterhospital die gesamte Herrschaft Pleß, veräußerte sie aber 1547 an Anton Fugger weiter. Die Lilie aus dem Fuggerwappen erinnert an die neuen Herrschaftsinhaber, die im Jahre 1719 das Dorf an die Kartause Buxheim verkauften. Der Mond ist dem Wappen der Kartause entnommen. An die sehr frühen Rechte der Herzöge und Kurfürsten von Bayern im Gemeindegebiet, beispielsweise als Lehensinhaber des Dorfgerichtes zu Pleß, erinnert die Silber-Blau-Tingierung des Wappens. Der Wellenbalken weist auf die Lage der Gemeinde an der Iller hin, die dort Grenzfluss zwischen Bayern und Baden-Württemberg ist. Das Wappen wurde vom Heraldiker Theodor Goerge aus Freising gestaltet und wurde am 24. März 1987 durch Bescheid der Regierung von Schwaben genehmigt. |

### Flagge
Die Flagge ist blau-gelb gestreift mit aufgelegtem Gemeindewappen.

## Wirtschaft und Infrastruktur
Am 30. Juni 2018 gab es in der Gemeinde 85 sozialversicherungspflichtige Arbeitsplätze; von der Wohnbevölkerung standen 392 Personen in einer versicherungspflichtigen Beschäftigung. Damit überwog die Anzahl der Auspendler um 307 Personen. Zehn Einwohner waren arbeitslos.
Pleß ist ein bäuerlich geprägtes Dorf. 2016 bewirtschafteten die 26 landwirtschaftlichen Betriebe eine Fläche von 1356 Hektar.

### Verkehr
Pleß liegt am Iller-Radweg, einer Fernverbindung für Radfahrer zwischen Ulm und Oberstdorf entlang des Flusses.
Durch den Ort führt die Staatsstraße 2031, die nach Süden mit der Einfahrt Memmingen-Nord der A 96 (12 km) und nach Norden mit Altenstadt verbindet.
Östlich des Ortes verläuft die Bahnstrecke Neu-Ulm–Kempten. Der Haltepunkt an dieser Bahnstrecke wurde jedoch stillgelegt, sodass hier keine Züge mehr halten. Im Zuge der Regio-S-Bahn Donau-Iller ist jedoch eine Wiedereröffnung einer Haltestelle in Pleß geplant.

### Bildung
- In der Gemeinde gibt es eine Kindertageseinrichtung mit 45 Plätzen und 29 Besuchern, davon vier Kinder unter drei Jahren (Stand 1. März 2019).
- Die Grundschule wurde 1985 aufgelöst.

### Sehenswertes

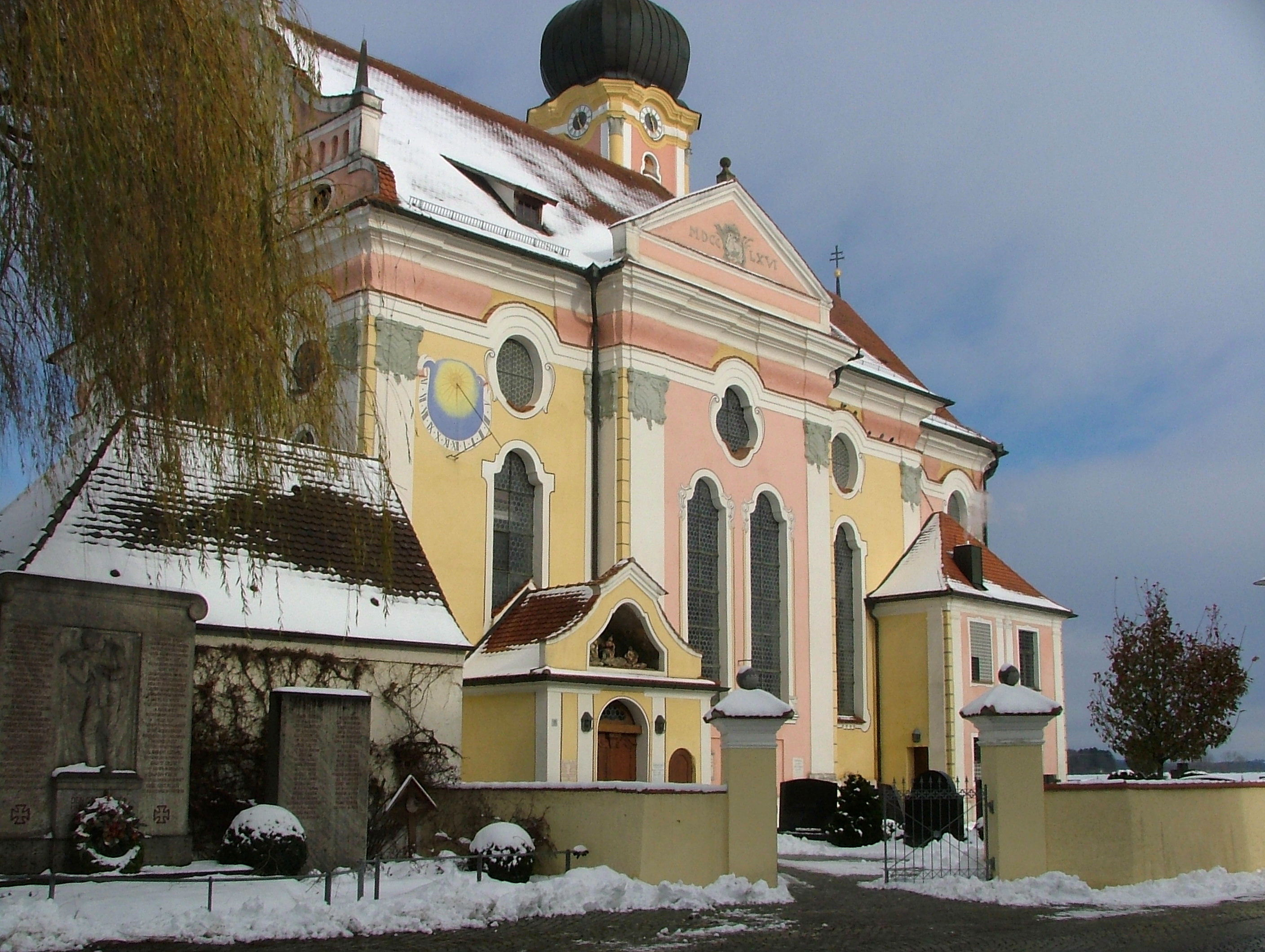
Südfassade von St. Gordian und St. Epimachus

- Pfarrkirche St. Gordian und Epimach von 1766/67, die wohl bedeutendste Dorfkirche im Memminger Raum
- Wallfahrtskirche Zum Heiligen Kreuz von 1665; die sogenannte Kreuzkapelle mit Statuen von Ignaz Waibl liegt auf ehemals freier Flur zwischen Pleß und Fellheim. Die Sühnefußwallfahrt zum Heiligen Kreuz von Pleß wurde im Jahre 1973 wieder eingeführt. Sie beginnt in der Pfarrkirche Herz-Jesu in Fellheim zu einem drei Kilometer entfernten angeblich wunderwirkenden Kreuz in der Kreuzkapelle auf der Gemarkung von Pleß. Die Wallfahrt, an der jeweils bis zu 3000 Wallfahrer aus dem Illertal und Umgebung teilnehmen, findet von Mai bis Oktober an jedem zweiten Montag abends vor Sonnenuntergang statt.

## Persönlichkeiten
- Reinhold Liebetanz (1893–nach 1973), Verwaltungsbeamter